# Confederación de Nacionalidades Indígenas de la Amazonía Ecuatoriana
La Confederación de Nacionalidades Indígenas de la Amazonía Ecuatoriana o CONFENIAE és l'organització regional de pobles indígenes a la regió amazònica equatoriana o d'Orient. Nou pobles indígenes presents a la regió - kichwa, quijos, shuar, achuar, huaorani, Siona, Secoya, Shiwiar, Andoas, Záparo i Cofán -estan representats políticament per la Confederació. És un dels tres principals grups regionals que constitueixen la Confederación de Nacionalidades Indígenas del Ecuador (CONAIE). També és part de l'organització indígena de la conca del Amazones, COICA.
El seu president és Marlon Vargas, reescollit el setembre de 2020.

## Integrants
- Shuar: FICSH (Federación Interprovincial de Centros Shuar), NASHE (Nación Shuar del Ecuador), FENASHP (Federación de la Nacionalidad Shuar de Pastaza) FENASHZ (Federación de la Nacionalidad Shuar de Zamora Chinchipe), FEPNASHO (Federación Provincial de la Nacionalidad Shuar de Orellana), FEPCESHS (Federación Provincial de Centros Shuar de Sucumbíos).
- Kichwa: CTNKP (Circunscripción Territorial de la Nacionalidad Kichwa de Pastaza), FOIN (Federación de Organizaciones Indígenas del Napo), FICCKAE (Federación Interprovincial de Comunas y Comunidades Kichwas de la Amazonía Ecuatoriana), FONAKISE (Federación de Organizaciones de la Nacionalidad Kichwa de Sucumbíos del Ecuador), OCKIL (Organización de la Nacionalidad Kichwa de Loreto).
- Achuar: NAE (Nacionalidad Achuar del Ecuador).
- Shiwiar: NASHIE (Nacionalidad Shiwiar del Ecuador).
- Waorani: NAWE (Nacionalidad Waorani del Ecuador), ONWAN (Organización de la Nacionalidad Waorani de Napo), ONWO (Organización de la Nacionalidad Waorani de Orellana).
- Siona: ONISE (Organización de la Nacionalidad Indígena Siona del Ecuador).
- Secoya: OISE (Organización Indígena Secoya del Ecuador).
- A'i Kofan: NOA'IKE (Nacionalidad Originaria A'i Kofan del Ecuador).
- Sapara: NASE (Nacionalidad Sapara del Ecuador).
- Andwa: NAPE (Nacionalidad Andwa de Pastaza del Ecuador).
- Quijos:NAOQUI (Nación Originaria Quijos).